# Marienpsalter von Zinna

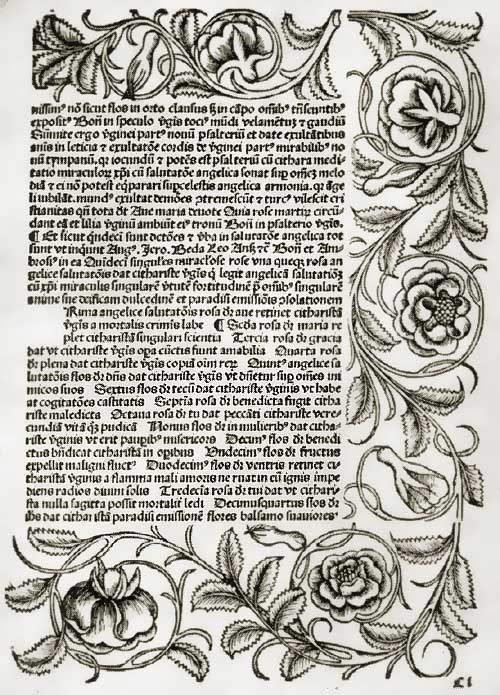
Seite mit Blumenornamenten

Der Marienpsalter von Zinna (Psalterium Novum Beatae Mariae Virginis) ist ein Marienpsalter, der Ende des 15. Jahrhunderts vermutlich in der Klosterdruckerei Zinna gedruckt wurde. Dieses marianische Stundenbuch gilt als das älteste gedruckte Buch in Brandenburg.

## Geschichte
Nikolaus II., der um 1499 verstorbene Abt von Zinna, war ein Freund und Förderer der Buchdruckerkunst, der die Drucklegung des Psalterium Mariae in Auftrag gab. 
In Zusammenarbeit mit dem Kaplan Hermannus Nitzschewitz aus Trebbin, der zu dieser Zeit Protonotar in Frankfurt (Oder) und möglicherweise zuvor Mönch in Zinna gewesen war, wurde der Marienpsalter zwischen dem 19. August 1493, dem Todesdatum von Kaiser Friedrich III., und dem 9. Juli 1496 zu Ehren von Kaiser Maximilian I. gedruckt. 
Die früher vertretene Ansicht, dass Hermann als Buchdrucker und Zinna als Druckort anzusehen ist, wird in der heutigen Forschung teilweise angezweifelt. Drucklettern aus Zinna sind nicht bekannt. Auch können weitere Inkunabeldrucke aus Zinna nicht nachgewiesen werden. Mit Verweis auf die Drucktypen wird Lüneburg deshalb als Druckort für wahrscheinlicher angesehen. Möglich wäre auch, dass die Druckstöcke in Lüneburg hergestellt wurden, während der Druck selbst in Zinna stattfand. Damit liegt eine maßgebliche Beteiligung anderer Parteien an der Drucklegung sehr nahe. Das gilt vor allem für das Vorwort des Psalters, das in der in Lüneburg gedruckten niederdeutschen Fassung des Nitzschewitzen Rosenkranzes von 1484 noch fehlt.
Im Jahr 2023 wurde der Marienpsalter von Zinna in den österreichischen Medien häufig zitiert, weil auf seiner Basis das jahrhundertealte Rätsel um den habsburgischen Wahlspruch A.E.I.O.U. gelöst worden sein könnte. Auf Blatt 11r des Marienpsalters findet sich in den Zeilen 9–10 die Zeichenkette „A amor E electis I iniustis O ordinor U ultor“. Das scheint deshalb plausibel, weil die Drucklegung von mehreren Seiten initiiert wurde und schon wegen der beträchtlichen Auflagenzahl einen hochoffiziellen Charakter hatte. So wurde der Psalter, dessen Auflagenzahl auf 500 Stück geschätzt wird, vom Kaiser nicht nur finanziert, sondern von dessen Kanzlei ausführlich zensiert mehrfach überprüft und – sehr ungewöhnlich – sogar noch während der Drucklegung überarbeitet, was die Vorstellung von einem eher beiläufig entstandenen Privatwerk ausschließt.
Für die Geschichtsforschung ist dies wichtig, weil der Druck die einzige historische Textstelle enthält, die das A.E.I.O.U. offiziell erklärt.

## Beschreibung
Die Inkunabel ist ein Erbauungsbuch, das analog zu den 150 Psalmen die Großtaten Gottes an Maria und am Gottesvolk in 150 Klauseln preist. Das Werk enthält viele Holzschnitte mit Motiven aus dem Marienleben und breiten Blumenornamenten verziert. Kolorierte Exemplare wurden teurer verkauft.
Der Marienpsalter ist nicht nur der Gottesmutter Maria, sondern auch dem römisch-deutschen Kaiser Friedrich III. und dessen Nachfolger Maximilian I. gewidmet. Nach dem Amtsantritt von Kaiser Maximilian wurde nämlich eine 50-seitige Vorrede hinzugefügt, die geschichtstheologische Appelle enthält und als geistige Waffe im Kampf gegen die Türken dienen sollte. Auf dem Blatt 11r wird dabei der habsburgische Wahlspruch A.E.I.O.U. erläutert.

## Exemplare
Exemplare des Marienpsalters mit online zugänglichen Digitalisaten:
- Bayerische Staatsbibliothek, Signatur „4 Inc.s.a. 1521“ (digitale-sammlungen.de; mit kolorierten Kapitälchen und roten Unterstreichungen).
- Universitätsbibliothek Basel, Signatur „UBH AM IV 15:1“ (e-rara.ch; nicht koloriert und tlw. andere Seitensortierung wie bei BSB „4 Inc.s.a. 1521“).

Weitere Exemplare:
- Stadt- und Landesbibliothek Potsdam: Ein Exemplar des Druckes kam 1992 zur Bibliothek und ist dort das bedeutendste Stück unter den historischen Buchbeständen der Sammlung Brandenburgica. Dank einer Firmenspende konnte der Marienpsalter 2003 digitalisiert werden.